# Piercing

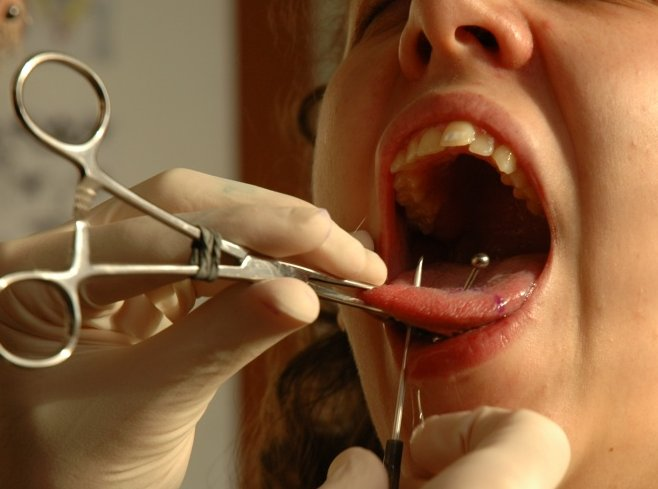
Piercing języka

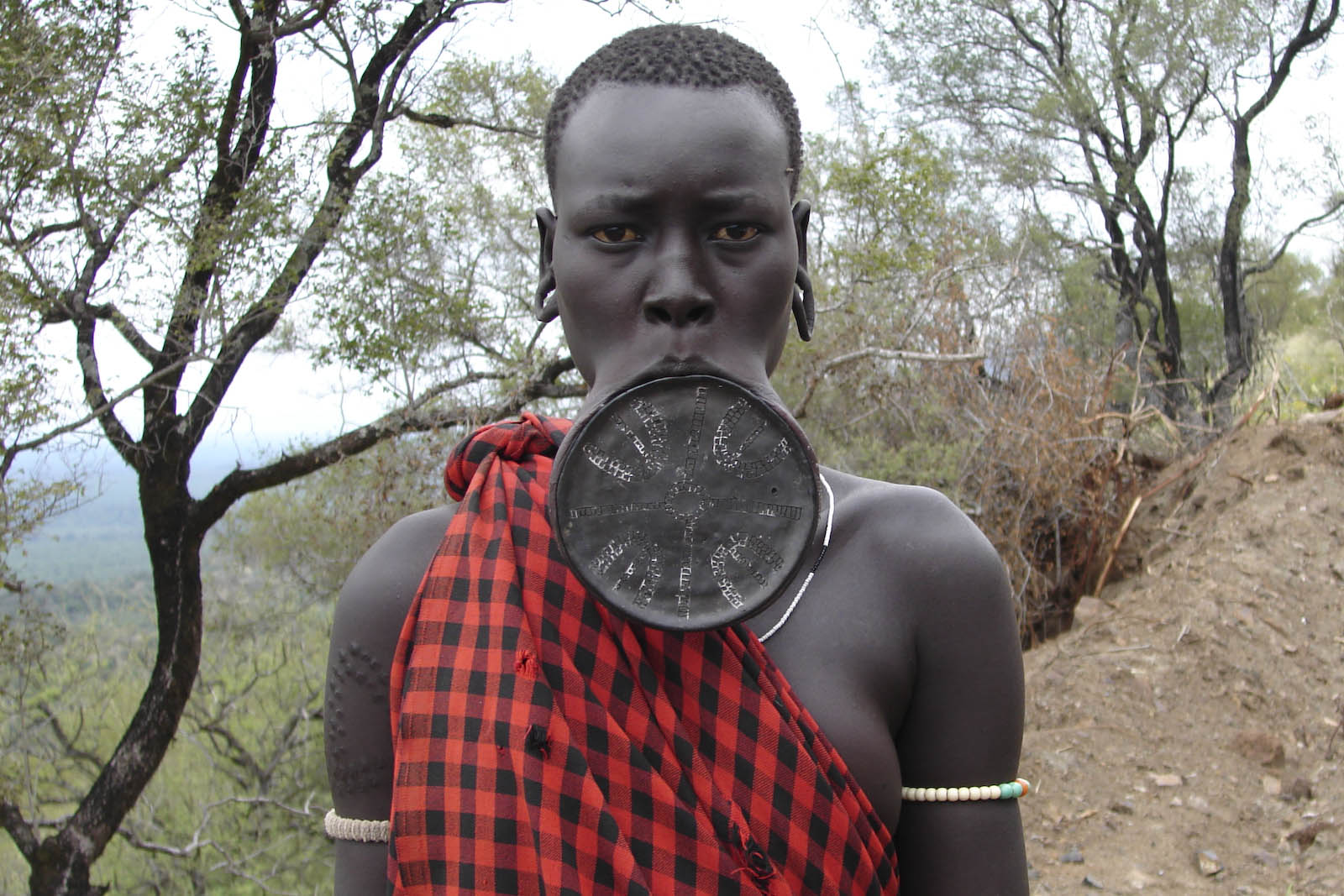
Kobieta z ludu Mursi z glinianym krążkiem. Bardzo skrajny przykład kolczykowania

Piercing [wym. pir-sing] (ang. pierce [pɪəs], starofr. percier, łac. pertundere, pertusus – „przebijać”, „przekłuwać”) – forma modyfikacji ciała polegająca na nakłuwaniu lub przecinaniu części ciała człowieka w celu stworzenia otworu, w którym można nosić biżuterię (zazwyczaj kolczyk) lub implant.

## Zabieg
Przekłuwanie ciała trwa z reguły około dwóch minut (przy czym samo przekłucie skóry – kilka sekund). Do wykonania zabiegu używa się specjalnych szczypiec do podtrzymywania fałd skórnych (z reguły wcześniej wysterylizowanych w autoklawie), oraz igły wenflonowej, bądź specjalnej igły iniekcyjnej. Kiedy piercer ustali z klientem, które dokładnie miejsce ma zostać przekłute, chwyta je szczypcami, następnie przebija je igłą, w którą (lub w jej plastikową obwódkę w przypadku wenflonu) po przebiciu wkłada bezpośrednio kolczyk.
Nie należy używać pistoletu. Z powodu plastikowych części nie jest możliwa jego sterylizacja, a kolczyki używane do przekłuwania są wykonywane ze stali chirurgicznej mogącej uczulać. Ponadto nie są ostro zakończone, więc podczas przebicia rozrywają tkankę.

## Stosunek Kościoła katolickiego do kolczykowania ciała
W XIII wieku Kościół Katolicki zabronił kolczykowania ciała, w związku z dogmatem, według którego człowiek jest stworzony na obraz Boga i w związku z tym nikt nie ma prawa ingerować w ten obraz. Po wprowadzeniu powszechnego zakazu uszy (oraz inne części ciała) kolczykowali sobie tylko piraci, złodzieje oraz przedstawiciele niższych klas społecznych.

## Rodzaje piercingu

### Pępek (navel)
Piercing ten zwykle nie przechodzi dokładnie przez pępek, lecz przez płat skóry znajdujący się nad lub pod nim. Piercing bezpośrednio przez pępek jest możliwy wyłącznie, jeżeli osoba ma pępek wystający, tzw. outie. Piercing ten rozpowszechnił się szczególnie wśród młodych kobiet.
Jest jednym z najwolniej gojących się przekłuć, czasem zajmuje to nawet rok. Powodem tego jest małe ukrwienie tego obszaru ciała. Biżuterią zazwyczaj stosowaną są bananki.

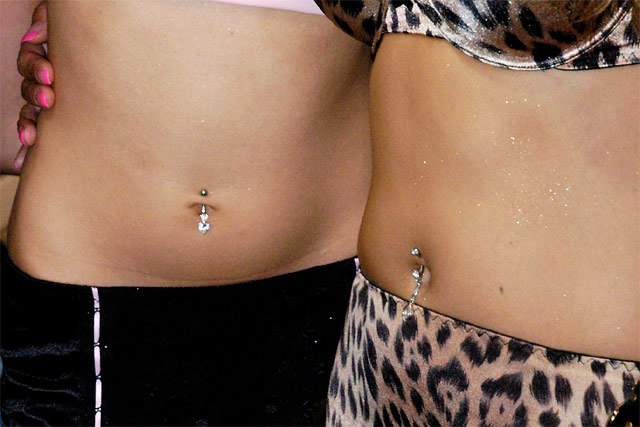
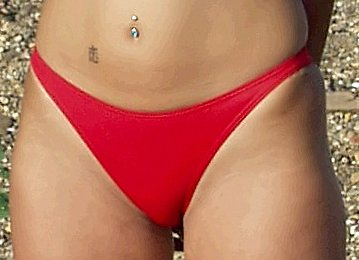
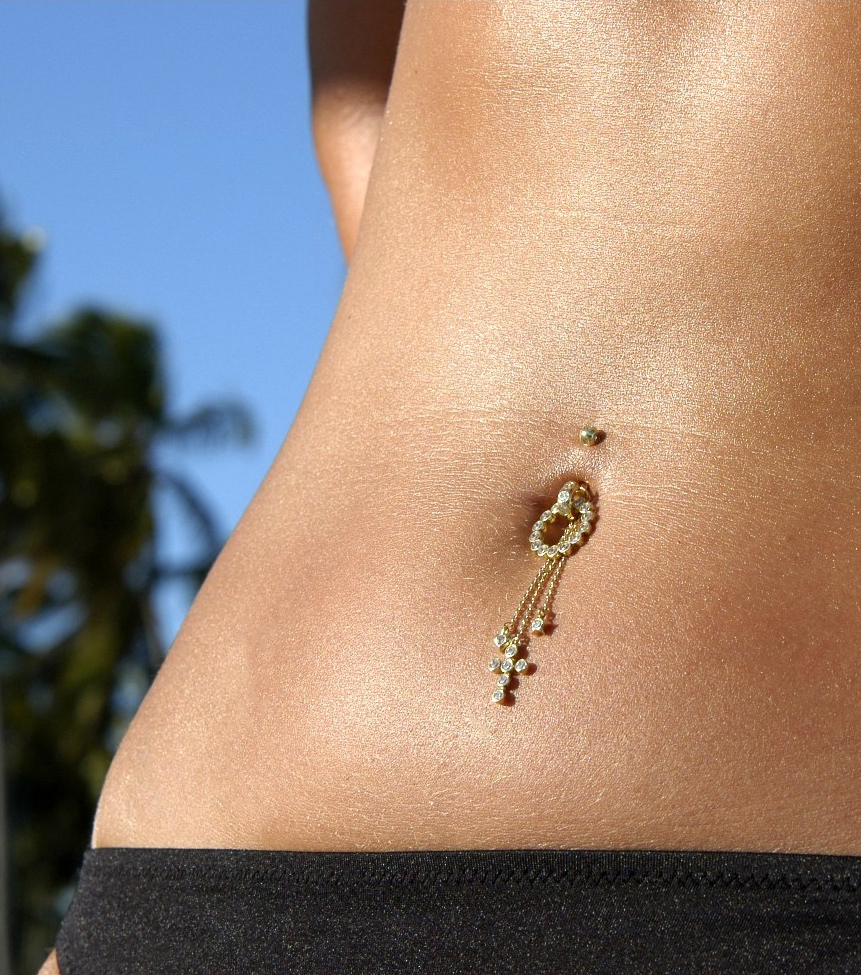
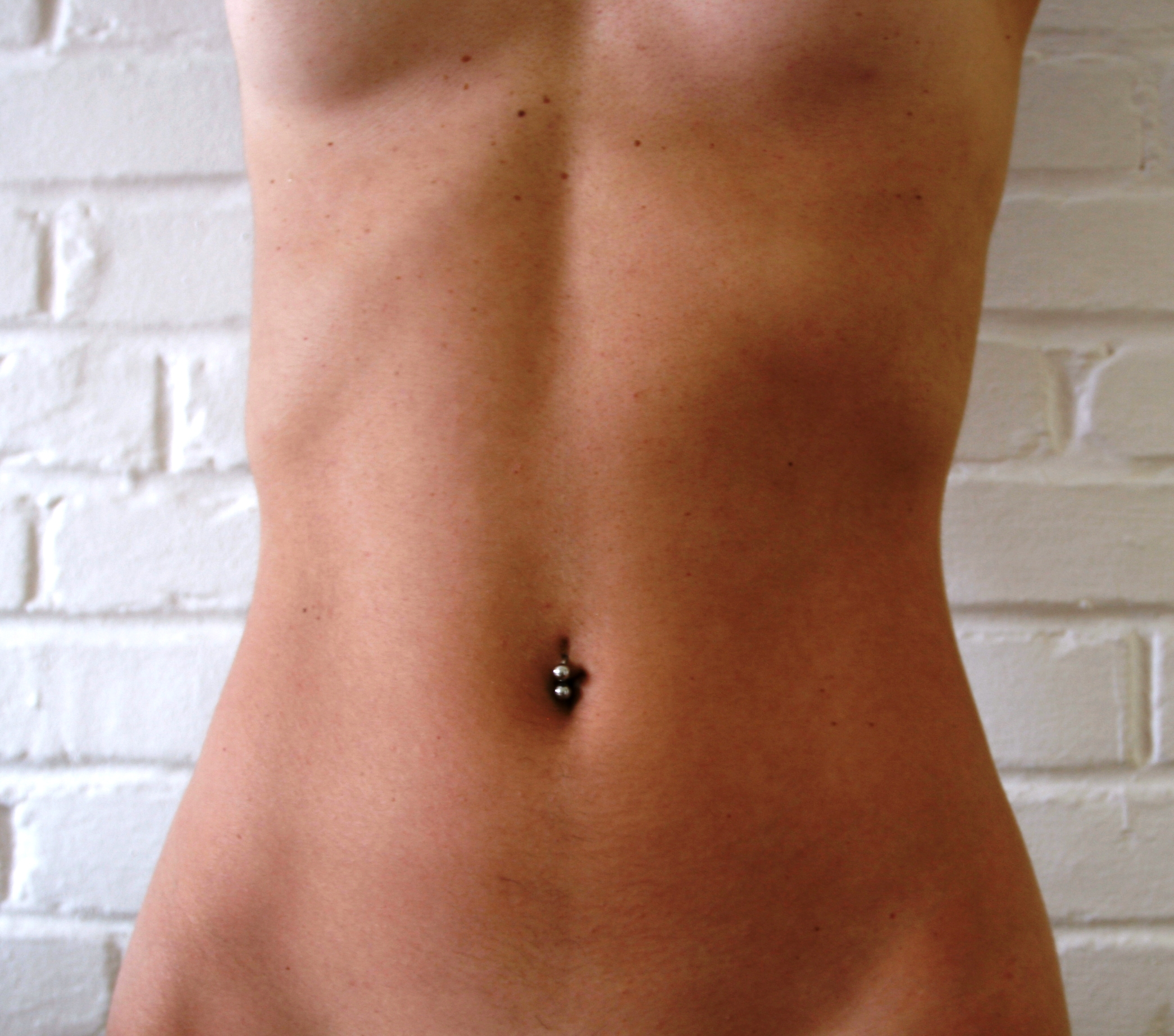
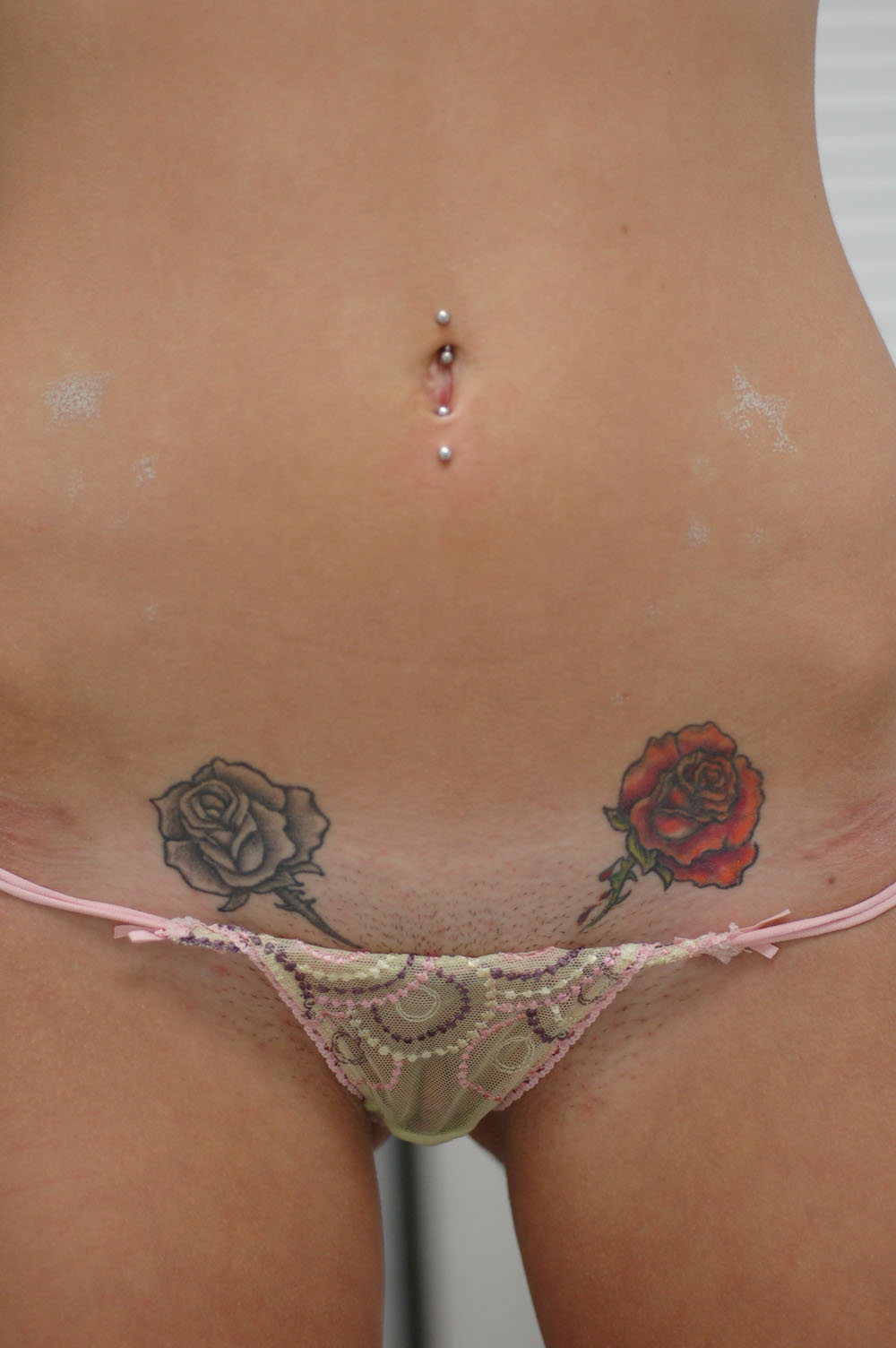

### Sutki (nipple)
Piercing sutków może odbywać się zarówno u mężczyzn, jak i kobiet. Przebicie jest zwykle wykonywane poziomo lub pionowo. Czas gojenia wynosi zwykle od 2 do 4 miesięcy. Biżuterią zwykle stosowaną w tych piercingach to najczęściej kółka, podkowy, sztangi oraz tzw. Nipple shield. Piercing ten oprócz walorów estetycznych może mieć także walory funkcjonalne, gdyż sutki należą do stref erogennych. Osoby z tym piercingiem twierdzą, że zwiększa to ich czułość.
Piercing ten nie przeszkadza w karmieniu piersią, lecz nie zaleca się aby karmić z włożoną biżuterią.

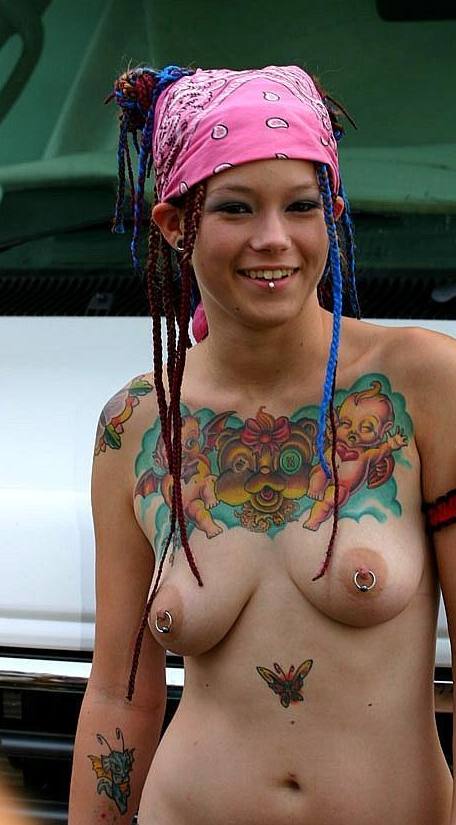
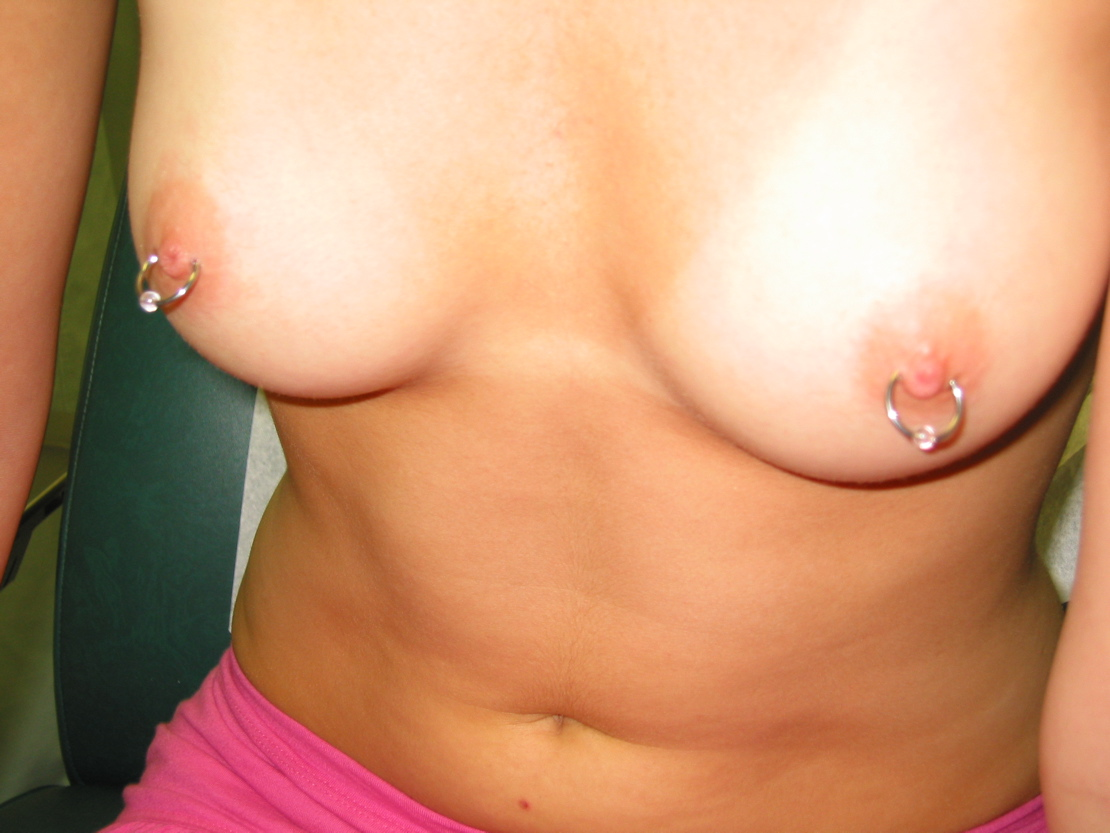
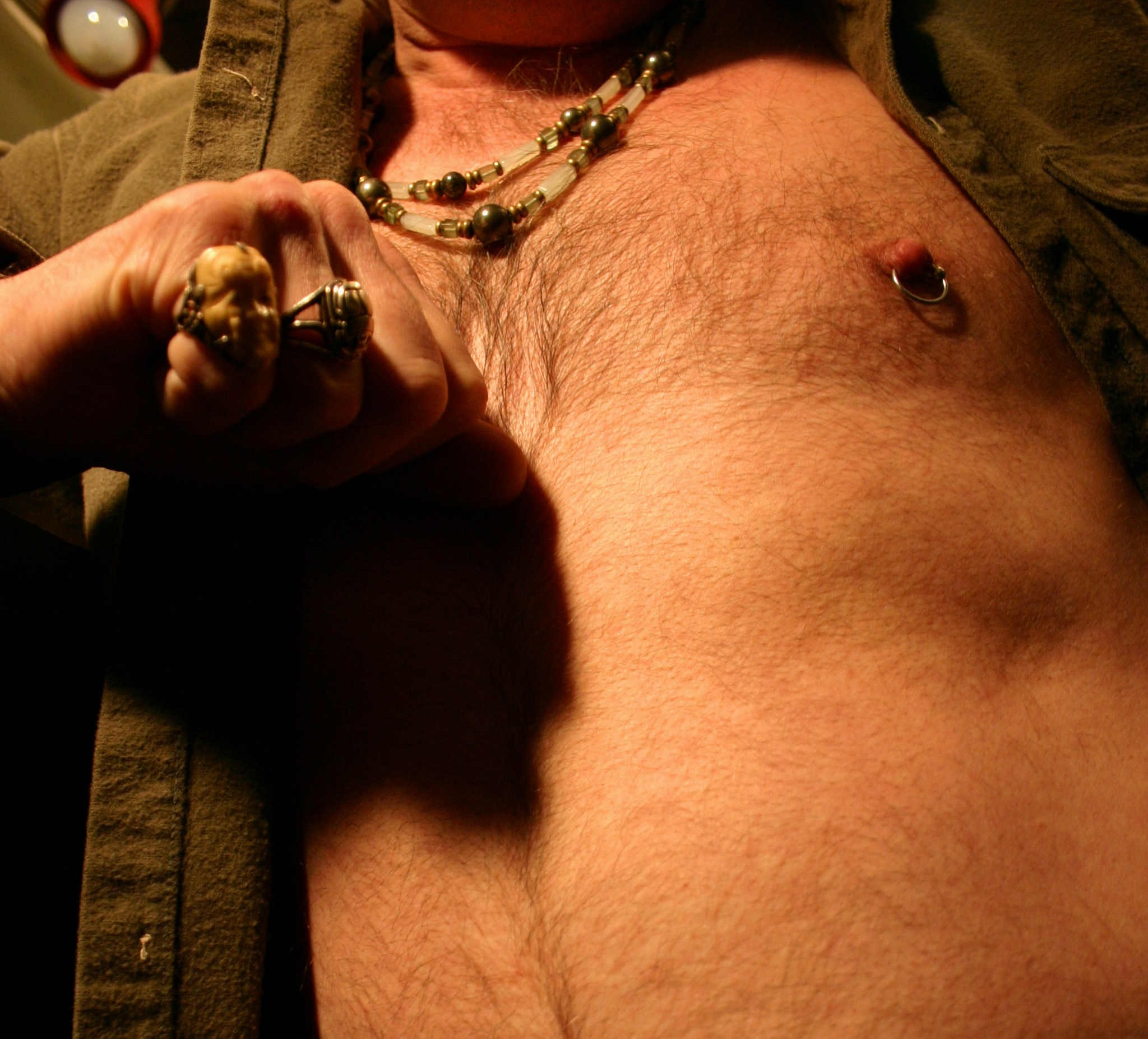
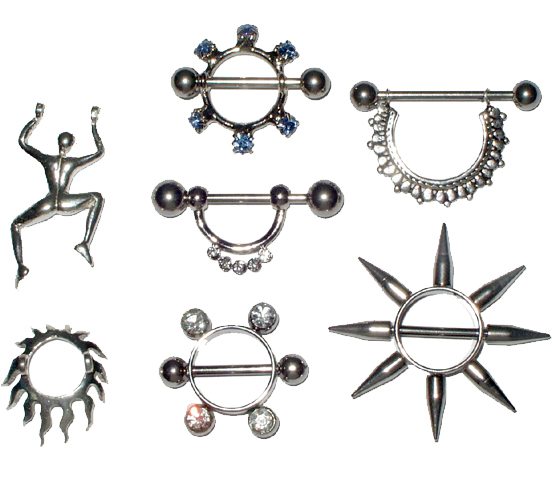
Biżuteria do sutków

### Narządy płciowe (genitals)

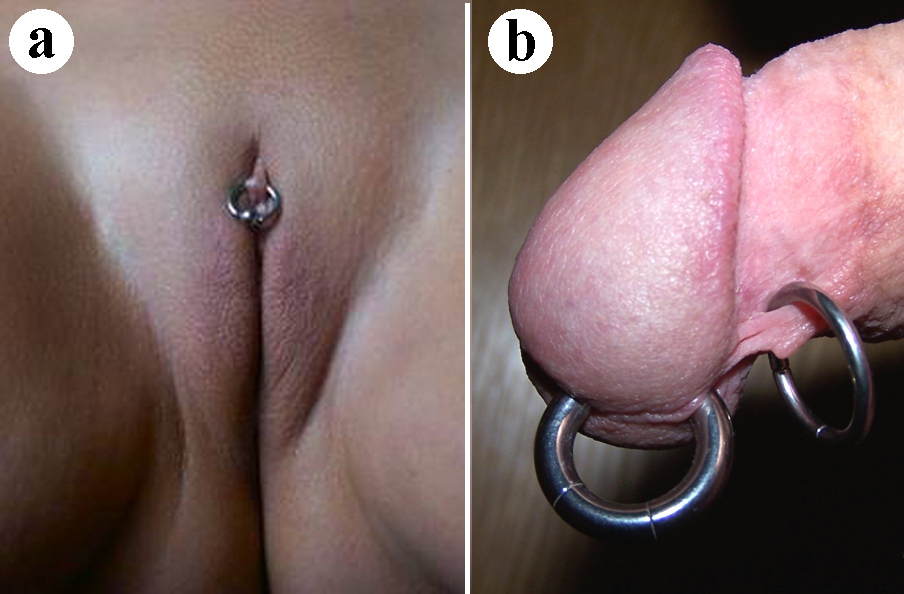
Piercing: a – kobiecy, b – męski
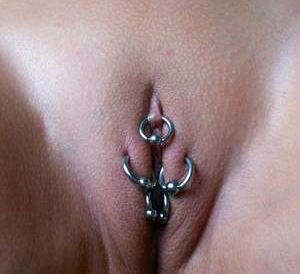
Piercing kobiecych narządów płciowych (1)
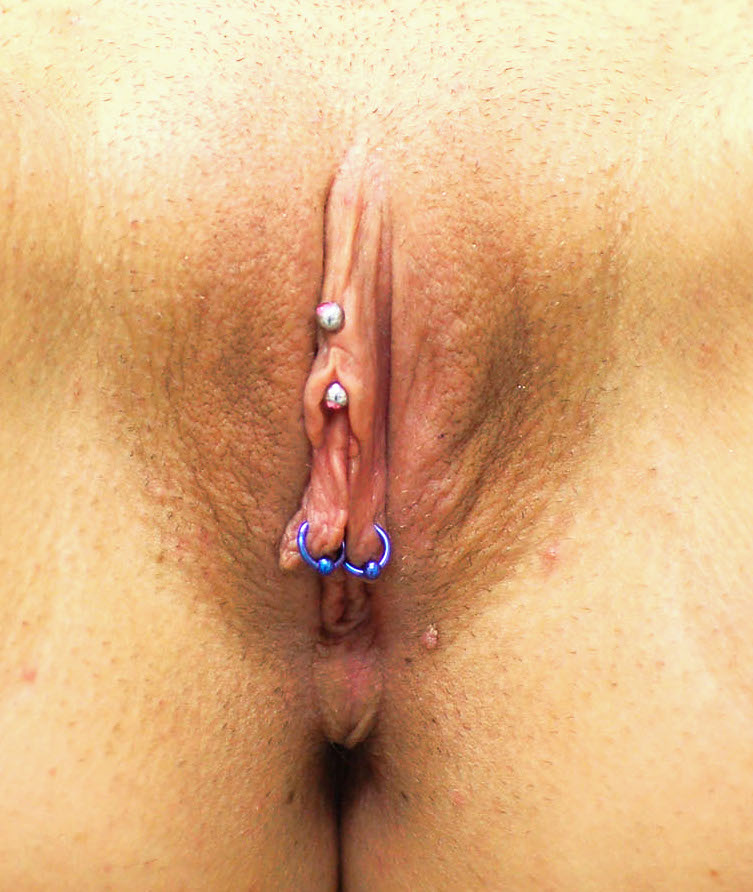
Piercing kobiecych narządów płciowych (2)

### Piercing powierzchniowy
Piercing powierzchniowy odbywa się w dowolnym miejscu na skórze, nie przebijając żadnych konkretnych utworów. Nie spełnia on żadnej innej roli prócz estetycznej. Większość piercingów na skórze jest odrzucanych przez organizm w szybkim tempie, toteż większość przebić nigdy się nie goi. Z tego względu piercing powierzchniowy jest w większości tymczasowy. Jest jednak terminologia dotycząca niektórych szczególnych miejsc często przebijanych:
- Hip – w miejscu gdzie widoczne są kości miednicy
- Madison – pod szyją, nad dekoltem
- Nape – z tyłu szyi
- Neck – na bokach szyi
- Wrist – na nadgarstku
- Sternum – pomiędzy piersiami

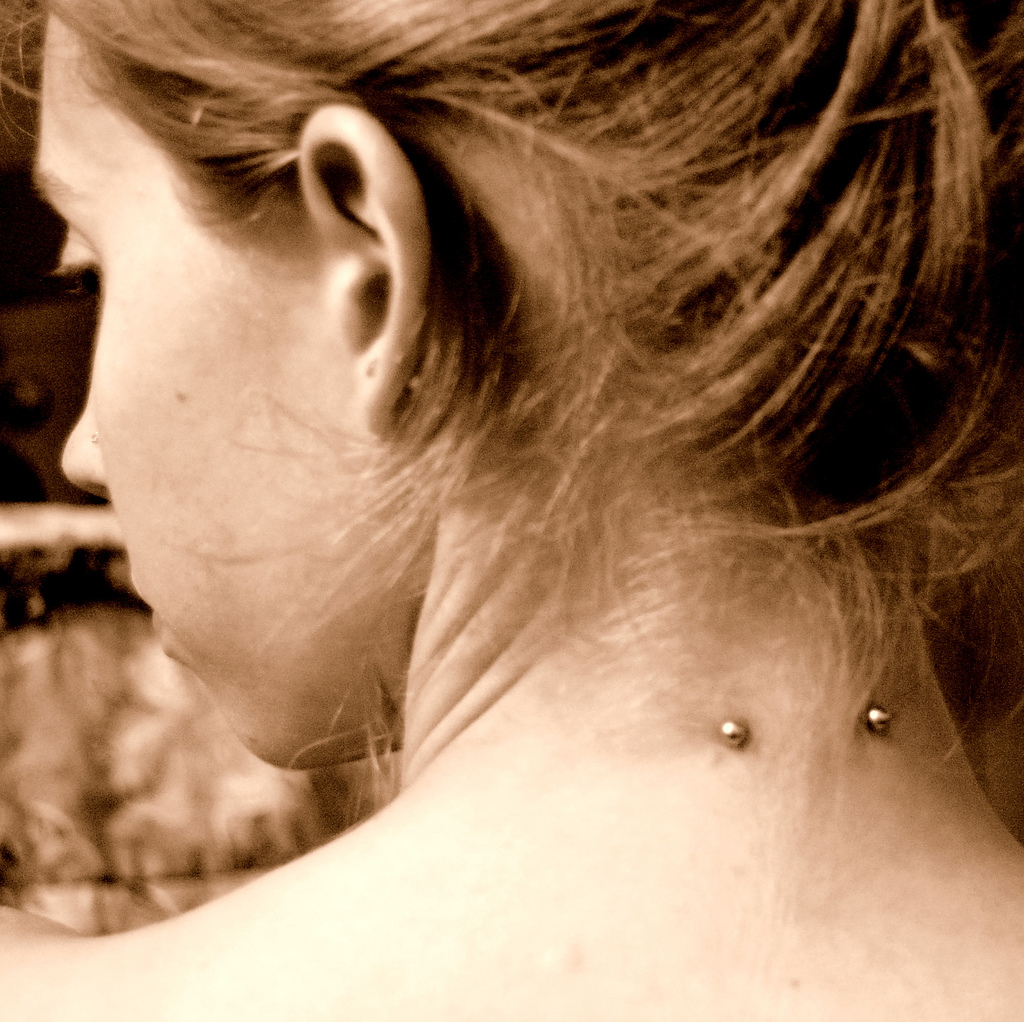
Nape piercing
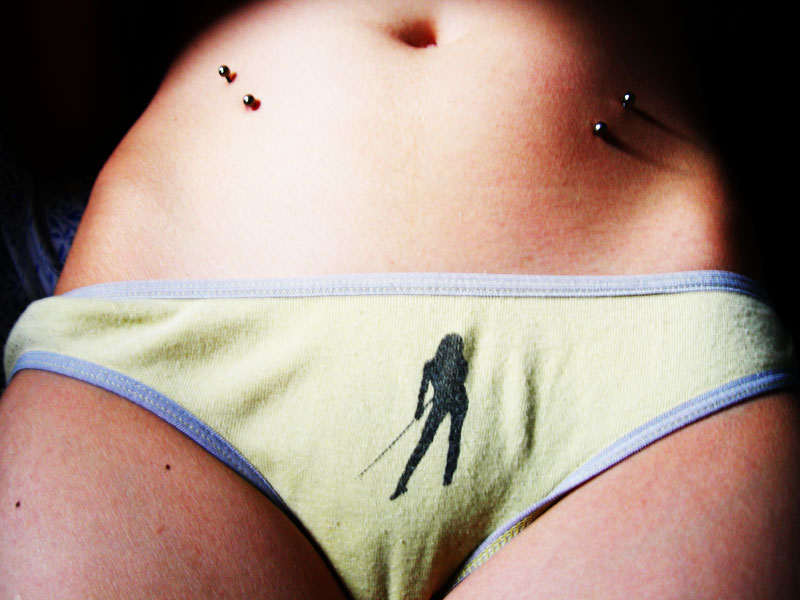
Hip piercing

### Corset
Jest to podtyp piercingu powierzchniowego. Ta modyfikacja charakteryzuje się kolczykami umieszczonymi parami wzdłuż kręgosłupa połączonymi wstążką, swoim wyglądem przypominając gorset. Silnie powiązany z BDSM. Ze względu na bardzo duże prawdopodobieństwo zahaczania ubraniem o kolczyki, co prowadzi do migracji, jest to modyfikacja tymczasowa.

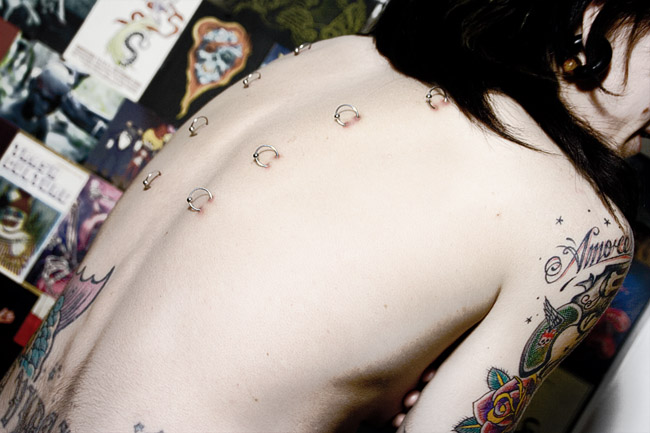
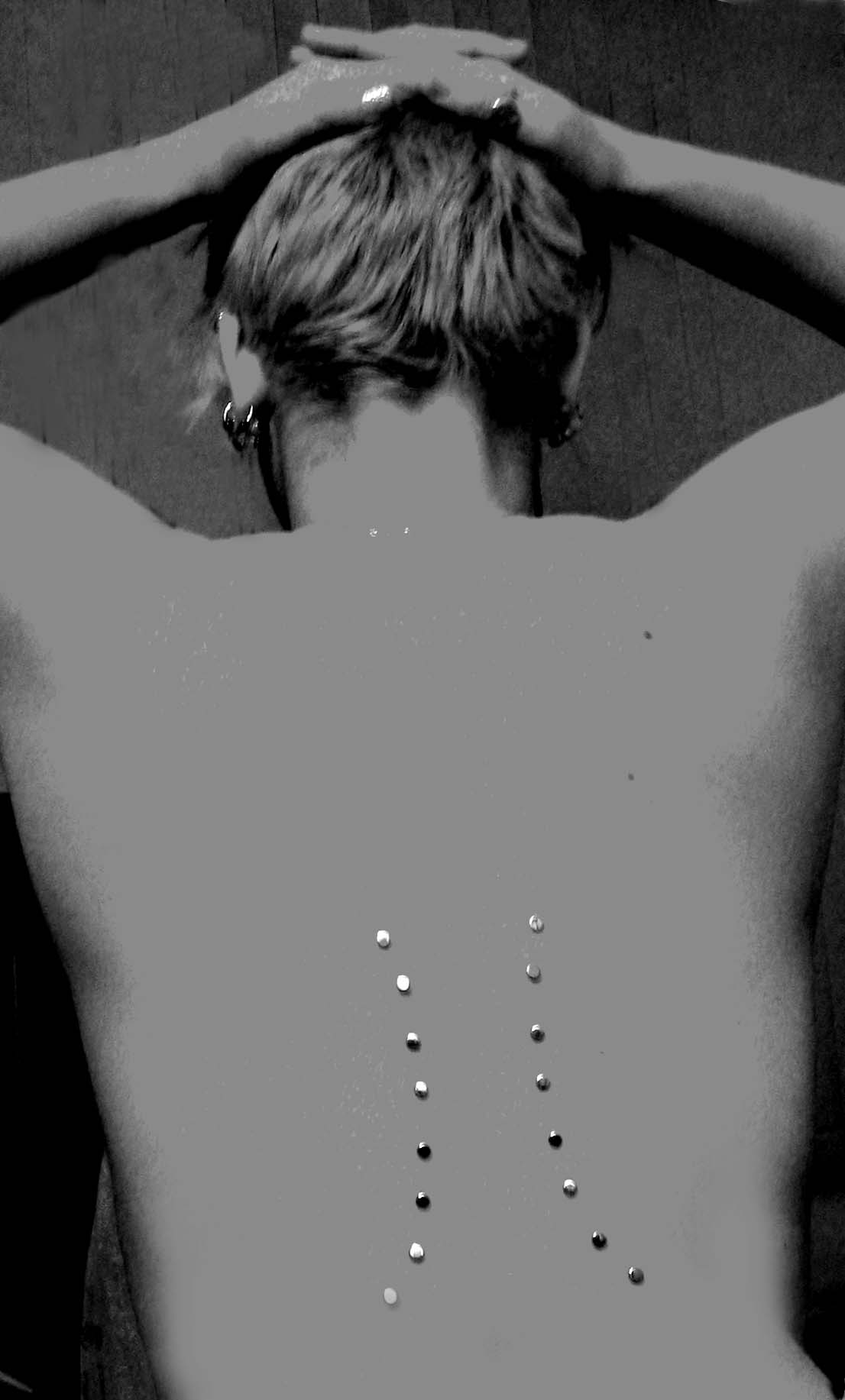

### Hand web
Piercing ten przebija błoniastą skórę pomiędzy kciukiem a palcem wskazującym. Goi się powolnie, od 6 miesięcy do roku. W tym czasie należy zachować higienę okolicy. Piercing ten jest trudny do utrzymania ze względu na położenie.

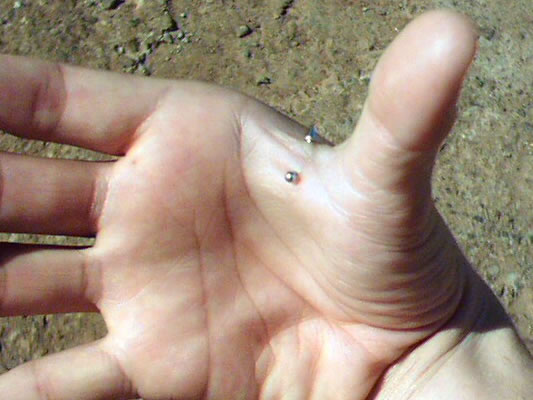
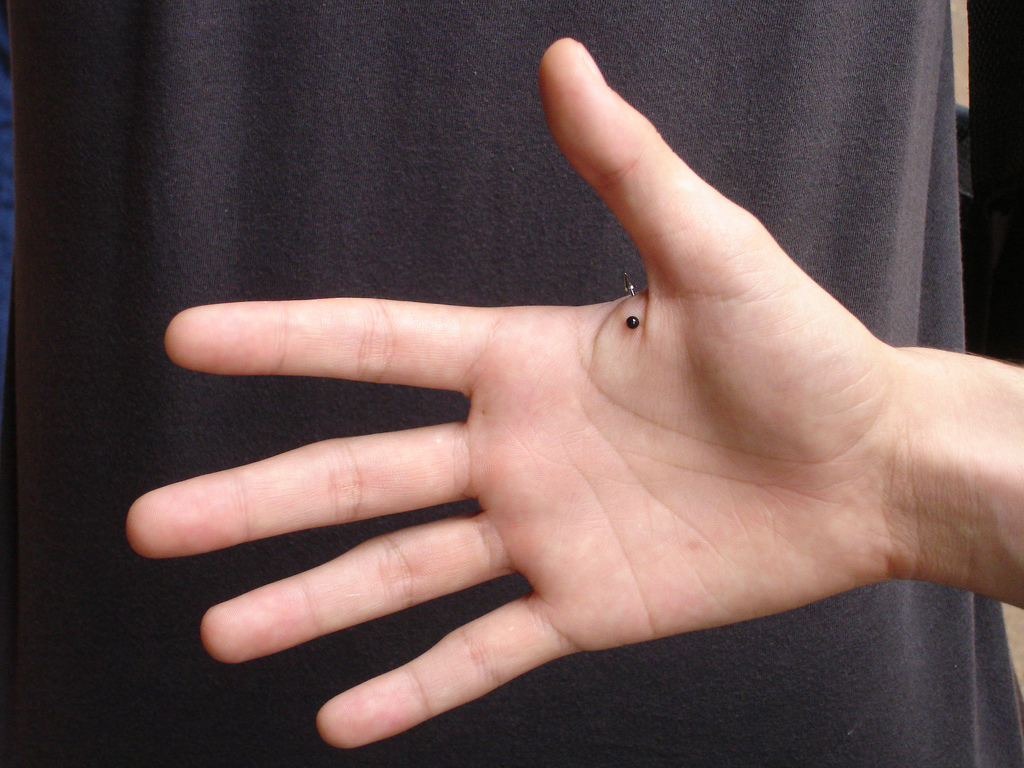

## Piercing a zdrowie
Z medycznego punktu widzenia kolczykowanie ciała jest równoznaczne jego okaleczaniu. Przekłucie, w którym umieszczono kolczyk, stanowi otwartą ranę, której gojenie jest długotrwałe. Z tego powodu w piercingu nie używa się biżuterii wykonanej ze srebra lub złota, jako metali niekorzystnie wpływających na proces gojenia. Do świeżych przekłuć używa się tytanu G23, bioplastu i PTFE. Są to materiały hipoalergiczne, pozbawione niklu (który najczęściej jest przyczyną uczuleń) oraz są biozgodne. Przekłucie powinno być wykonane w warunkach sterylnych przez osobę wykwalifikowaną (nazywaną piercerem), aby zminimalizować ryzyko zakażenia np. gronkowcem lub wirusem zapalenia wątroby typu C, wirusem zapalenia wątroby typu B, wirusem HIV.
Piercing wykonywany w jamie ustnej zwiększa ryzyko urazów w uzębieniu, a także licznych ubytków próchnicowych.

### Gojenie
Czas gojenia jest zależny od miejsca przekłucia oraz indywidualnych cech organizmu. W pierwszej fazie gojenia normalne jest odczuwanie dyskomfortu, lekkiego bólu, swędzenia i pieczenia. Często też wydziela się płyn zawierający limfę, który zasychając tworzy suche strupki na biżuterii. Czas gojenia najczęściej przekłuwanych części ciała:
- ucho:
  - Standard Lobe – od 1 do 2 miesięcy
  - Tragus – od 1,5 do 3 miesięcy
  - Vertical Tragus – od 1,5 do 3 miesięcy
  - Anti Tragus – od 1 do 3 miesięcy
  - Conch – od 1,5 do 2 miesięcy
  - Industrial – od 5 do 9 miesięcy
  - Forward Helix – od 2 do 3 miesięcy
  - Helix – od 3 do 6 miesięcy
  - Horizontal Lobe – od 6 do 9 tygodni
  - Daith – od 2 do 3 miesięcy
  - Rook – 1,5 do 2 miesięcy
- łuk brwiowy:
  - Standard Eyebrow – od 1,5 do 3 miesięcy
  - Horizontal Eyebrow – od 1,5 do 2 miesięcy
  - Anti Eyebrow – od 1,5 do 2 miesięcy
- nos:
  - Standard Nostril – od 1 do 2 miesięcy
  - Septum – od 1,5 do 3 miesięcy
  - Bridge – od 1 do 3 miesięcy
  - Vertical Bridge – od 1,5 do 3 miesięcy
  - Nasallang – od 1,5 do 3 miesięcy
- warga:
  - Standard Labret – od 1,5 do 2 miesięcy
  - Lip Ring – od 1,5 do 2 miesięcy
  - Madonna/Monroe – od 1,5 do 2 miesięcy
  - Horizontal Lips – od 1,5 do 2 miesięcy
  - Lowbrets – od 1 do 2 miesięcy
- język:
  - Standard Tongue – od 1 do 3 tygodni
  - Double Tongue – od 2 do 3 tygodni
  - Horizontal Tongue – od 2 do 3 tygodni
  - Tongue Web – od 2 do 3 tygodni
  - Venom – od 2 do 3 tygodni
- sutki: od 2 do 4 miesięcy
- pępek – od 1 do 6 miesięcy
- genitalia
  - Męskie
    - Ampallang – ok. 3-6 miesięcy
    - Apadravya – 4-6 miesięcy
    - Dydoe – 4-6 miesięcy
    - Hafada (moszna) – 3-9 miesięcy
    - Frenum – 3 do 5 tygodni
    - Napletek
    - Prince Albert – 2 do 4 tygodni
    - Guiche

  - Żeńskie
    - Christina – 3-4 miesięcy
    - Fourchette
    - Isabella – 2-3 miesięcy
    - Łechtaczka – 4 do 6 tygodni
    - Napletek łechtaczki – 2-3 miesięcy
    - Nefretiti
    - Triangle – 3-4 mięsięcy
    - Wargi sromowe – 2-3 miesięcy

### Niekorzystne efekty noszenia kolczyków w świetle badań naukowych
Do najczęstszych powikłań związanych z noszeniem kolczyków zalicza się:
- stan zapalny
- bliznowce
- utratę tkanki pod wpływem zerwania
- rozczłonkowanie płatków uszu

Wśród dzisiejszego społeczeństwa tradycyjne kolczyki są codziennym elementem u ludzi, którzy przekłuli sobie wcześniej płatki uszu. Niemniej przekłute uszy stanowią pewne ryzyko zdrowotne, w miejscu przekłucia może bowiem dojść do infekcji lub rozerwania płatka ucha w razie nieumyślnego zaczepienia kolczyka o inny przedmiot.
(ang. Pierced earrings are commonplace in today’s society for people who have pierced ears. Pierced ears, however, present some health hazards including infection and tearing of the earlobe if the earring should be accidentally snagged.)

Zarejestrowano zależność pomiędzy wczesnym przekłuwaniem uszu u dziewczynek, a występującym później rozwojem alergii.
Według prof. Ewy Czarnobilskiej (kierowniczka zespołu prowadzącego badania) główną przyczyną występowania odczynu alergicznego wymienianą przez alergologów jest obecność niklu jako składnika stopów do produkcji kolczyków – przy czym nieistotny jest deklarowany przez producenta rodzaj metalu, z jakiego wykonana jest biżuteria, gdyż nikiel jest standardowym składnikiem.
Objawy alergii widoczne są w postaci wyprysków skórnych. Objaw ten jest często tłumaczony alergią pokarmową (np. na mleko), tymczasem przyczyna leży w kontakcie kolczyka (jonów niklu) z układem immunologicznym.
Ciekawym jest fakt, iż zaprzestanie noszenia kolczyków przez dziecko nie skutkuje zniknięciem objawów alergii. Układ immunologiczny zapamiętuje obecność jonów niklowych, które przez pewien okres życia występowały we krwi i limfie człowieka. Mimo zaprzestania noszenia kolczyków u dziecka może występować reakcja alergiczna na:
- metalowe części garderoby
- aparaty ortodontyczne
- protezy dentystyczne
- płytki ortopedyczne
- potrawy gotowane w garnkach z dodatkiem niklu
- margarynę (nikiel jest katalizatorem uwodorniającym tłuszcze nienasycone)
- monety (w szczególności jednozłotowe)
- czekoladę
- orzechy
- warzywa strączkowe
- wino
- piwo.

W świetle badań alergologicznych na próbie 428 uczniów w wieku 7–8 i 16–17 lat stwierdzono, że:
- u 30% badanych wystąpiła alergia na nikiel
- alergia występowała częściej u dziewcząt, które miały założone kolczyki we wczesnym dzieciństwie.

Innymi objawami alergii na nikiel są:
- nawracające infekcje
- ataki astmy
- przewlekłe zapalenie krtani.